# Fabrizio Tabaton
Fabrizio Tabaton (Genova, 16 maggio 1955) è un ex pilota di rally italiano, due volte campione italiano rally, nel 1985 e nel 1987.

## Biografia
In carriera vanta otto esperienze nel Campionato del mondo rally, solitamente al Rally di Sanremo. In due occasioni, negli anni 1984 e 1987 è andato a punti.
Nel 1999, quarantaquattrenne fece una apparizione in classe WRC al Rally di Monte Carlo al volante di una Toyota Corolla.

## Palmarès

### Campionato del mondo rally
- 1979: partecipazione al Rally di Sanremo
- 1980: partecipazione al Rally di Sanremo
- 1982: partecipazione al Rally di Sanremo
- 1983: partecipazione al Rally di Sanremo
- 1984: 19º in classifica generale
- 1986: partecipazione al Rally di Sanremo
- 1987: 31º in classifica generale
- 1999: partecipazione al Rally di Monte Carlo

### Altri risultati
1985
- nel Campionato Italiano Rally su Lancia Rally 037

1986
- nel Campionato europeo rally su Lancia Delta S4

1987
- nel Campionato Italiano Rally su Lancia Delta 4WD (Gruppo A)

1988
- nel Campionato europeo rally su Lancia Delta Integrale

## Risultati nel WRC
| 1978 | Scuderia | Vettura                 |  |  |  |  |  |  |  |  |  |  |     |  |  |  |  |  | Punti | Pos. |
| ---- | -------- | ----------------------- |  |  |  |  |  |  |  |  |  |  | --- |  |  |  |  |  | ----- | ---- |
| 1978 | Lancia   | Autobianchi A112 Abarth |  |  |  |  |  |  |  |  |  |  | Rit |  |  |  |  |  |       |      |

| 1979 | Scuderia | Vettura           |  |  |  |  |  |  |  |  |     |  |  |  |  |  |  |  | Punti | Pos. |
| ---- | -------- | ----------------- |  |  |  |  |  |  |  |  | --- |  |  |  |  |  |  |  | ----- | ---- |
| 1979 |          | Lancia Stratos HF |  |  |  |  |  |  |  |  | Rit |  |  |  |  |  |  |  | 0     |      |

| 1980 | Scuderia     | Vettura           |  |  |  |  |  |  |  |  |     |  |  |  |  |  |  |  | Punti | Pos. |
| ---- | ------------ | ----------------- |  |  |  |  |  |  |  |  | --- |  |  |  |  |  |  |  | ----- | ---- |
| 1980 | Grifone Sias | Lancia Stratos HF |  |  |  |  |  |  |  |  | Rit |  |  |  |  |  |  |  | 0     |      |

| 1982 | Scuderia       | Vettura          |  |  |  |  |  |  |  |  |  |    |  |  |  |  |  |  | Punti | Pos. |
| ---- | -------------- | ---------------- |  |  |  |  |  |  |  |  |  | -- |  |  |  |  |  |  | ----- | ---- |
| 1982 | Martini Racing | Lancia 037 Rally |  |  |  |  |  |  |  |  |  | SQ |  |  |  |  |  |  | 0     |      |

| 1983 | Scuderia      | Vettura          |  |  |  |  |  |  |  |  |  |     |  |  |  |  |  |  | Punti | Pos. |
| ---- | ------------- | ---------------- |  |  |  |  |  |  |  |  |  | --- |  |  |  |  |  |  | ----- | ---- |
| 1983 | Grifone Wurth | Lancia 037 Rally |  |  |  |  |  |  |  |  |  | Rit |  |  |  |  |  |  | 0     |      |

| 1984 | Scuderia         | Vettura          |  |  |  |  |  |  |  |  |  |   |  |  |  |  |  |  | Punti | Pos. |
| ---- | ---------------- | ---------------- |  |  |  |  |  |  |  |  |  | - |  |  |  |  |  |  | ----- | ---- |
| 1984 | H.F. Grifone SRL | Lancia 037 Rally |  |  |  |  |  |  |  |  |  | 4 |  |  |  |  |  |  | 10    | 19º  |

| 1987 | Scuderia     | Vettura             |  |  |  |  |  |  |  |  |  |  |  |   |  |  |  |  | Punti | Pos. |
| ---- | ------------ | ------------------- |  |  |  |  |  |  |  |  |  |  |  | - |  |  |  |  | ----- | ---- |
| 1987 | Grifone Esso | Lancia Delta HF 4WD |  |  |  |  |  |  |  |  |  |  |  | 5 |  |  |  |  | 8     | 31º  |

| 1999 | Scuderia | Vettura            |     |  |  |  |  |  |  |  |  |  |  |  |  |  |  |  | Punti | Pos. |
| ---- | -------- | ------------------ | --- |  |  |  |  |  |  |  |  |  |  |  |  |  |  |  | ----- | ---- |
| 1999 |          | Toyota Corolla WRC | Rit |  |  |  |  |  |  |  |  |  |  |  |  |  |  |  | 0     |      |

| Legenda | 1º posto | 2º posto | 3º posto | A punti | Senza punti | Ritirato | Squalificato | NP=Non partito C=Gara cancellata | Apice=Power stage |